# Program Polot
Program Polot (również: Poliot) – radziecki program kosmiczny będący testem prototypów orbitalnej broni antysatelitarnej (ASAT). Wystrzelono dwa prototypy. Program był przedstawiany jako cywilnym, ale Amerykanie słusznie uznali go za początek programu wojskowego. Udane próby potwierdziły możliwość wielokrotnego używania silników do manewrowania i naprowadzania statku.
Satelity programu Polot były przeznaczone głównie do testowania urządzeń kierujących i napędu, przede wszystkim do zmiany wysokości i kąta nachylenia orbity – niezbędnych przy przeprowadzaniu operacji spotkaniowej w przestrzeni kosmicznej. Zmiany orbity dokonywane były na komendę z Ziemi.
Satelity serii Polot zaprojektowane zostały w biurze doświadczalno-konstrukcyjnym (OKB) pod kierownictwem Władimira Czełomieja. Wystrzeliwane były rakietami rodziny R-7 (Polot 11A59), konstrukcji Siergieja Korolowa, gdyż rakieta UR-200 Czełomieja nie była jeszcze gotowa.
Obie misje zakończyły się sukcesem. W pierwszej, silniczki manewrowe (sześć o ciągu 400 kG, szesnaście o ciągu 1 kG) były włączane 350 razy, a silnik główny 300 razy.
- Polot 1 – wystrzelony 1 listopada 1963; przeprowadził zmiany wysokości orbit perygeum z 339 na 1437 km, apogeum z 592 na 1437 km, dokonano również zmiany kąta nachylenia orbity
- Polot 2 – wystrzelony 12 kwietnia 1964; wykonywał analogiczne zadania co satelita Polot 1 z tym, że perygeum zmieniono z 242 na 310 km, a apogeum z 485 na 500 km, zmieniono również kąt nachylenia orbity

Statek o masie ok. 2 ton składał się z głównego modułu-zbiornika paliwa, systemu kierowania, i niewielkiej konwencjonalnej głowicy bojowej.